# Marché de Scanie
 (novembre 2009).
Si vous disposez d'ouvrages ou d'articles de référence ou si vous connaissez des sites web de qualité traitant du thème abordé ici, merci de compléter l'article en donnant les références utiles à sa vérifiabilité et en les liant à la section « Notes et références ».

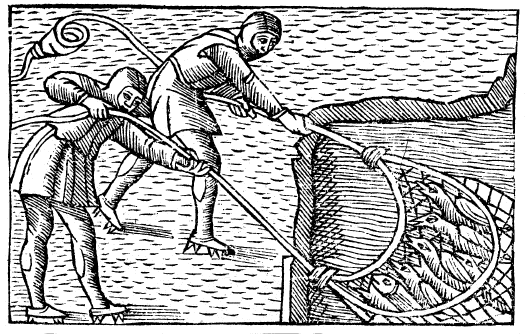
Peinture d'une pêche au poisson.

Le marché de Scanie était le marché aux poissons, plus particulièrement le hareng, le plus important de la mer Baltique pendant le Moyen Âge. Le Marché de Scania fut un centre important d'échange pendant 250 ans et était une place essentielle pour les activités de la ligue Hanséatique. 
Le marché se tenait du 24 août au 9 octobre (bien que certaines années, il se prolongea jusqu'en novembre), principalement entre les deux villes de la Scanie, Skanör et Falsterbo au sud de Öresund sur l'île Amager. 